# 5-Aminovalerat transaminaza
5-aminovalerat transaminaza (EC 2.6.1.48, 5-aminovaleratna aminotransferaza, delta-aminovaleratna aminotransferaza, delta-aminovaleratna transaminaza) je enzim sa sistematskim imenom 5-aminopentanoat:2-oksoglutarat aminotransferaza. Ovaj enzim katalizuje sledeću hemijsku reakciju
5-aminopentanoat + 2-oksoglutarat {\displaystyle \rightleftharpoons } 5-oksopentanoat + L-glutamat
Ovaj enzim je piridoksal-fosfatni protein.

## Literatura
- Nicholas C. Price; Lewis Stevens (1999). Fundamentals of Enzymology: The Cell and Molecular Biology of Catalytic Proteins (Third изд.). USA: Oxford University Press. ISBN 019850229X.
- Eric J. Toone (2006). Advances in Enzymology and Related Areas of Molecular Biology, Protein Evolution (Volume 75 изд.). Wiley-Interscience. ISBN 0471205036.
- Branden C; Tooze J. Introduction to Protein Structure. New York, NY: Garland Publishing. ISBN 0-8153-2305-0.
- Irwin H. Segel. Enzyme Kinetics: Behavior and Analysis of Rapid Equilibrium and Steady-State Enzyme Systems (Book 44 изд.). Wiley Classics Library. ISBN 0471303097.

## Spoljašnje veze
- 5-aminovalerate+transaminase на 